# Saana Lindgren
Saana Lindgren (ur. 29 stycznia 2000) – fińska siatkarka, grająca na pozycji atakującej, reprezentantka kraju.
Karierę sportową rozpoczęła w klubie Loimaan Jankko. W 2016 roku dołączyła do LP Viesti Salo, z którym wywalczyła dwa złote (2017, 2019) i jeden srebrny (2018) medal fińskiej Mestaruusliiga. Ponadto na swoim koncie ma także zdobyty Puchar Finlandii (2017). W latach 2019–2022 reprezentowała WoVo Rovaniemi, a następnie powróciła do LP Viesti Salo. W sezonie 2022/2023 była najlepiej punktującą ligi fińskiej w sezonie zasadniczym, w którym zdobyła 514 punktów. W kwietniu 2023 po zakończeniu rozgrywek w Finlandii przeniosła się na końcówkę sezonu do szwajcarskiego BIWI VMF.
Od sezonu 2023/2024 zawodniczka Terville Florange Olympique Club.
Do seniorskiej reprezentacji Finlandii powoływana od 2021 roku.

## Sukcesy klubowe
Mistrzostwa Finlandii:
- 2017[10], 2019[11]
- 2018[12]

Puchar Finlandii:
- 2017[13]